# Операция «Оливковая ветвь»
Операция «Оливковая ветвь» (тур. Zeytin Dalı Harekâtı) — военная операция вооружённых сил Турции и протурецких вооружённых формирований сирийской оппозиции (Сирийская национальная армия и др.) на севере Сирийской Арабской Республики. Официальное объявление о начале операции было сделано генштабом ВС Турции 20 января 2018 года.
Цель операции — вытеснение курдских вооружённых формирований (YPG, YPJ) из района Африн (западная часть Сирийского Курдистана) и создание буферной зоны на границе Турции и Сирии. Турецкие официальные лица заявляют, что операция проводится «в рамках международного права» с соблюдением территориальной целостности Сирии. Сирийские власти квалифицировали действия турецкой армии как агрессию и нарушение суверенитета Сирии.
6 марта вице-премьер Турции Бекир Боздаг заявил, что за время операции турецкие военные взяли под свой контроль почти половину территории сирийского Африна — 702 из 1920 кв. км, на которых расположены 142 населённых пункта. Согласно заявлению генштаба ВС Турции, к этому времени турецкая армия уничтожила 2940 членов террористов PYD, YPG и группировки «Исламское государство». По официальной информации, турецкие военные с начала операции потеряли убитыми 42 человека.
К 10 марта под контроль группировки Сирийская национальная армия и турецких ВС перешла вся приграничная полоса территории Африна, а также ряд крупных городов, в том числе Раджу, Бюльбюль и Джандарис.
Через два месяца после начала операции её главным промежуточным итогом стало установление турецкого контроля над городом Африн — центром анклава. Как следует из заявления Генштаба ВС Турции, 18 марта Африн покинули последние члены «Отрядов народной самообороны». Под контролем курдов остался лишь небольшой анклав к северо-востоку от города Алеппо, зажатый с трёх сторон протурецкими боевиками, а с юга — правительственными силами.
После взятия Африна президент Турции Реджеп Эрдоган заявил, что «Турция будет вести борьбу в Сирии, пока не ликвидирует террористический коридор, который проходит через Манбидж, Кобани, Телль-Абьяд, Рас-эль-Айн и Эль-Камышлы».
По информации базирующегося в Лондоне Сирийского центра мониторинга по правам человека (SOHR), в Африне за два месяца операции погибло более 1500 курдских бойцов (в основном в результате авиаударов и артиллерийских обстрелов), более 400 боевиков сирийской оппозиции, сражавшихся на стороне Турции, и 78 турецких военных. По заявлению Генштаба ВС Турции, с начала операции погибли 46 турецких военных, 225 получили ранения, были нейтрализованы 3603 члена «террористических организаций».
Как сообщало агентство Reuters, Африн и близлежащие районы покинули более 200 тыс. мирных жителей.

## Предыстория
О возможности проведения новой операции на сирийской территории для противодействия «террористическим группировкам» из Сирийского Курдистана официальные лица Турции начали говорить уже давно, практически сразу же после завершения операции «Щит Евфрата» (август 2016 — март 2017 гг.), в ходе которой Турция захватила курдские территории между Манбиджем и Африном.
14 января 2018 года представители международной коалиции во главе с США объявили о том, что приступили к созданию «сил безопасности» численностью до 30 тысяч на базе созданного и вооружённого США курдско-арабского альянса — Сирийских демократических сил (SDF) для контроля пограничных территорий Сирии в долине реки Евфрат на границе с Турцией. Турецкие власти, считающие сирийское курдское ополчение террористической организацией, связанной с Рабочей партией Курдистана, в ответ заявили о намерении форсировать подготовку к силовой акции против сирийских курдских формирований, которые к началу 2018 года контролировали 700 из 900 км сирийско-турецкой границы.
В течение недели турецкая армия наращивала свое присутствие на границе с Сирией, перебрасывая в приграничные районы военную технику и осуществляя ежедневные артобстрелы позиций курдских сил самообороны на сирийской территории. Президент Турции Реджеп Эрдоган предъявил курдам ультиматум: в недельный срок покинуть занимаемые ими позиции в районах Африна и Манбиджа или быть готовыми к операции по их уничтожению. 17 января представители курдских сил призвали Совет безопасности ООН оказать воздействие на Турцию. 18 января турецким огнём были уничтожены три позиции SDF вблизи деревни Аш-Шуюх. Ракетному обстрелу подвергся населённый пункт Мараназ. Во второй половине дня турецкие обстрелы также были отмечены в районе Манбиджа на северо-востоке провинции Алеппо.
19 января министр обороны Турции заявил о начале военной операции против курдских Отрядов народной самообороны в Африне. Турецкая военная техника продолжала стекаться к турецко-сирийской границе. В район города Аазаз из сирийской провинции Идлиб прибыли 20 автобусов с подконтрольными Анкаре боевиками сирийских оппозиционных формирований — Сирийской национальной армии (СНА) и «Ахрар аш-Шам». К вечеру 19 января командование СНА заявило, что наступление на позиции курдов откладывается до утра в связи с плохой погодой.

## Ход операции
20 января генштаб ВС Турции объявил о начале военной операции «Оливковая ветвь» в сирийском районе Африн «в целях обеспечения стабильности и безопасности на северо-западе Сирии». Военные действия начались в 17:00. В дневные часы над приграничной с Сирией турецкой провинцией Хатай появились самолёты ВВС Турции, которые пересекли границу и нанесли удары по позициям курдских Отрядов народной самообороны (YPG) — вооружённого формирования Высшего курдского совета. ВВС Турции атаковали опорные пункты YPG и склады с оружием в окрестностях приграничных населённых пунктов и аэродрома «Меннах». По заявлению генштаба ВС Турции, за первый день в авианалётах были задействованы 72 самолёта, которые поразили 108 из 113 намеченных целей.
В этот же день наступление на курдов начала Сирийская национальная армия (СНА), координировавшая свои действия с Анкарой. Турецкие СМИ сообщили, что СНА захватила селение Маарназ. Бои между протурецкими группировками и бойцами курдских отрядов ополчения шли также в районе города Аазаз. Согласно поступающим сообщениям, к операции против курдских вооружённых формирований присоединилась ещё одна сирийская оппозиционная вооружённая группировка — «Файлак аш-Шам», боевики которой прибыли в район боевых действий вечером 20 января.
Сирийское руководство выступило с осуждением действий Турции. В заявлении государственного агентства SANA действия турецкой армии были квалифицированы как агрессия и нарушение суверенитета Сирии. В Дамаске опровергли заявления турецких властей о том, что Анкара заранее уведомила сирийское правительство о планируемых боевых действиях.
Российское командование в день начала турецкой военной операции против курдских формирований передислоцировало своих военнослужащих — оперативную группу Центра по примирению враждующих сторон и военной полиции — из Африна в район Телль-Аджар зоны деконфликтации Телль-Рифъат «для упреждения возможных провокаций, исключения угрозы жизни и здоровью российских военнослужащих».
По данным ООН, 20 января местные власти района Африн распорядились закрыть все пункты въезда/выезда между Африном и соседними районами провинции Алеппо, в том числе Аз-Зияра, соединяющий Африн с районами, находящимися под контролем сирийского правительства. Через этот пункт местными властями разрешён лишь въезд в Африн. По сообщениям, местные жители, особенно в приграничных районах, в связи с боевыми действиями были вынуждены покинуть свои жилища и укрыться в пещерах. Почти вся торговля и деловая деятельность прекратились, на большей части территории района был отключён интернет.
21 января на протяжении всего дня авиация Турции наносила удары по курдским опорным пунктам. Под ударами оказались военные объекты курдов в населённых пунктах Телль-Рифъат, Тубиль и Балия, а также территория аэродрома «Миннех». Турецкие ВВС наносили бомбовые удары по ангарам и складам, явно намереваясь полностью уничтожить аэродром. По информации Damascus Now, в общей сложности было задействовано 68 боевых самолётов. Активизировались пролёты турецких разведывательных БПЛА.
Отряды Сирийской национальной армии (СНА) и турецкая артиллерия обстреливали позиции курдов со своих позиций в провинции Килис. Формирования СНА в этот день начали широкомасштабную операцию на суше при поддержке турецких танков. К вечеру курды нанесли ответные удары по городу Рейханлы в Турции, что привело к гибели одного из местных жителей и ранению ещё 32 человек.
Выступивший 21 января турецкий вице-премьер Хакан Чавушоглу заявил, что цель операции «Оливковая ветвь» — не дать создать «террористический коридор» на севере Сирии, защитить южные границы НАТО, приграничные регионы Турции и избавить курдское и арабское население Турции от насилия. В ходе операции, по его словам, турецкие военные намерены создать 30-километровую буферную зону и уничтожить все террористические организации. Потенциальные потери противника он оценил в 8-10 тыс. человек.
Турецкий вице-премьер Бекир Боздаг заверил, что военные покинут Африн, как только операция достигнет намеченных целей. «Эта операция направлена не против проживающих там наших туркменских, курдских и арабских братьев, а против террористических организаций. Она начата с уважением к территориальной целостности, суверенитету и политическому единству Сирии и будет продолжаться на основе этих принципов. После того, как операция успешно достигнет поставленных целей, Турция оттуда уйдёт», — заявил политик.
22 января ожесточённые столкновения отмечались в районах населённых пунктов Раджу, Басрайя и Таль Шейх Харуз. Ожесточённые бои также отмечались на севере района Африн у приграничного города Бюльбюль. По данным сирийского агентства Muraselon, в Африн из района Манбиджа в качестве подкрепления были переброшены дополнительные курдские отряды.
Как сообщил 22 января турецкий телеканал Haberturk, на третий день операции вооружённые силы Турции и отряды «Сирийской национальной армии» продвинулись на 7,5 км вглубь сирийской территории. По данным телеканала, в Сирию вошли турецкие танковые подразделения при поддержке пехоты, а также отряды специального назначения. Турецкие военные сообщили об установлении контроля над 15 населёнными пунктами и стратегической высотой Берсайя, использовавшейся курдскими подразделениями для артиллерийских и ракетных обстрелов, в том числе приграничного турецкого города Килис.
Во второй половине дня турки продолжили демонтировать пограничную стену на окраинах провинции Алеппо, чтобы обеспечить переброску дополнительных подразделений и техники на свои позиции в провинции.
Турецкая авиация нанесла новый массированный авиаудар по территории курдского анклава. По данным информагентства Anadolu, в воздушной операции приняли участие 24 военных самолёта. Артиллерия турецких войск и Сирийской национальной армии провела серию артобстрелов позиций Отрядов народной самообороны (YPG) на окраинах городов Телль-Рифъат, Маарназ и ряда других населённых пунктов к востоку от Африна.
Первые дни операции продемонстрировали, что турецкое военное командование не стремится форсировать события, сосредоточившись вместо этого на локальных операциях. Костяк наступающих составляют отряды Сирийской национальной армии, которых поддерживают турецкая авиация и бронетанковые подразделения, что, по замыслу командования, должно позволить избежать потерь среди турецких военнослужащих. Что касается самой СНА, то за участие в операции её руководство рассчитывает получить контроль над населённым в основном арабами городом Телль-Рифъат и прилегающими территориями, захваченными курдскими формированиями в феврале 2016 года.
В связи c начавшейся военной операцией Турции местное население массово покидает регион. Глава российского Центра по примирению враждующих сторон Юрий Евтушенко сообщил, что более тысячи женщин и детей бежали из района Африн на территории, контролируемые правительственными силами, чтобы найти здесь убежище. Беженцы прибыли через контрольно-пропускной пункт недалеко от города Телль-Рифъат. Между тем курды по договорённости с сирийским правительством продолжают перебрасывать подкрепления в Африн через территории, контролируемые сирийской армией.
В течение суток 23 января на севере провинции Алеппо продолжились ожесточённые бои. По сообщениям источников, в районе населённого пункта Бюльбюль турецким войскам удалось продвинуться вглубь подконтрольных курдам территорий на 1 километр. Отряды народной самообороны (YPG) противостоят бронетехнике ВС Турции, проводя минирование местности и используя противотанковые ракетные комплексы. По данным источников, отряды «Сирийской национальной армии» захватили населённые пункты Аль-Хамам и Адманали, а также взяли под контроль пять высот к северо-западу от Африна.
По заявлению генштаба ВС Турции от 23 января, за период с начала операции было «нейтрализовано 260 террористов». Удары, согласно заявлению турецких военных, наносились по позициям Отрядов народной самообороны, «Демократического союза», Рабочей партии Курдистана и террористической группировки «Исламское государство». Потери турецких войск составили три человека убитыми.
По данным ООН, по состоянию на начало боевых действий, в районе Африн и соседних районах севера Сирии, находящихся под курдским контролем, проживало 324 тыс. человек, включая 126 тыс. вынужденных переселенцев из других районов Сирии. По состоянию на 23 января, из-за начала турецкой операции около 6 тыс. человек, проживающих на периферии Африна, были вынуждены покинуть свои дома.
24 января, выступая в Анкаре, президент Эрдоган заявил, что Турция не ограничится военной операцией в Африне и будет зачищать от террористов, к которым относит и курдские формирования, всю свою южную границу. По его словам, помимо освобождения северных районов Сирии от курдов, которых Турция считает террористами, Анкара намерена создать в регионе условия для возвращения 3,5 млн сирийских беженцев, которые нашли убежище на территории Турции в последние годы.
24 января в районе Африн продолжались ожесточённые бои между протурецкими группировками и Сирийскими демократическими силами (SDF). Турецкие войска в основном наносили артиллерийские и авиационные удары по позициям курдских Отрядов народной самообороны (YPG), создавая условия для продвижения сухопутных подразделений.
ВВС Турции нанесли ряд ударов по опорным пунктам SDF в районе поселения Дарат Изза, а также населённых пунктов Халвания, Бафлон, Катма и Касталь в окрестностях Африна. Удары также наносились по объектам YPG в районах населённых пунктов Бюльбюль, Раджу, Джандарис и Рахманлы.
25 января в первой половине дня стало известно о начале контрнаступления курдов в северной части района Африн. Согласно информации новостного портала Al Masdar News, курдские подразделения столкнулись с исламистами Сирийской национальной армии, выступающими при поддержке турецких войск, в районе горного массива Барсайя и деревни Хамам.
На протяжении суток турецкая авиация не прекращала бомбардировки территорий, подконтрольных курдам. Бомбардировкам, в частности, вновь подверглись позиции YPG в районе города Джандарис, а также близ населённого пункта Шейх Хадид. Под ударами турецких военных самолётов оказались населённые пункты Таль Алуш и Аль-Васейта. Курдские источники утверждали, что постоянные боевые вылеты ВВС Турции привели к гибели по меньшей мере 32 мирных граждан. Турецкое военное командование, в свою очередь, заявило, что с начала операции убиты 303 курдских бойца.
В районе города Телль-Рифъат продолжились вооружённые стычки между курдами и силами Сирийской национальной армии (СНА). На территорию Африна прибыла новая партия турецкой военной техники.
25 января представитель военного совета Манбиджа Шарфан Дарвиш заявил, что «Сирийские демократические силы» (SDF) в Манбидже привели свои войска в повышенную боевую готовность и стянули их к западной периферии района на линии соприкосновения с Сирийской национальной армией. По его словам, силы SDF в Манбидже продолжают координировать свои действия с международной коалицией, возглавляемой США (город Манбидж был освобождён от ИГ в августе 2016 года силами SDF при поддержке международной коалиции).
26 января на территории кантона Африн разворачивались бои между Сирийской национальной армией и курдскими формированиями. В первой половине дня исламисты попытались вновь захватить горный массив Джебель Барсайя и заняли ряд вершин. Столкновения также отмечались у населённого пункта Адаманлы, в районе поселений Раджу и Аль-Маабата.
Курдские интернет-порталы и СМИ, подконтрольные вооружённой оппозиции, публиковали противоречивые сообщения о потерях противника. Курды признали потерю более трёхсот своих бойцов, однако заявили о гибели порядка 60 мирных жителей и захвате 16 турецких солдат. В ответ на это турки обвинили YPG в обстрелах турецких населённых пунктов.
Турецкая боевая авиация провела новые бомбардировки позиций Отрядов народной самообороны (YPG). Авиаудары наносились по объектам курдов в районе поселения Шейх Хорус. По сообщению иранского агентства Mehr News, турецкие ВВС также провели налёты на опорные пункты YPG в окрестностях Манбиджа.
Полевые командиры курдских отрядов тем временем продолжали перебрасывать в район Африн подкрепления с целью сдержать натиск наступающих. По информации портала ANF News, в район города Кафр Джана были передислоцированы несколько сотен бойцов YPG. Значительная часть из них была распределена по блокпостам на магистрали, связывающей данный населённый пункт с Африном.
27 января генштаб ВС Турции сообщил, что в рамках военной операции турецкие вооружённые силы ликвидировали 394 «террориста» и уничтожили 340 объектов «террористических организаций». В генштабе отметили, что во время операции погибли трое турецких военнослужащих, ещё 30 человек получили ранения. Также были убиты 13 бойцов союзных Анкаре отрядов сирийской оппозиции.
Cитуация в кантоне Африн оставалась напряжённой. ВВС Турции, стремясь обеспечить продвижение наземных подразделений, нанесли более 40 авиаударов по объектам Отрядов народной самообороны (YPG). Турецкое военное командование перебросило часть сил из района населённого пункта Азааз в окрестности Сабунджи. Кроме этого, в район Дадата прибыло танковое подразделение турецких войск.
Сирийская национальная армия (СНА) наступала на опорные пункты курдов в районе поселения Маамла, овладела деревней Биски. Ближе к концу дня СНА взяла под контроль одну из высот в горах Раджу, выбила курдских ополченцев из поселения Марседес и взяла под контроль несколько высот в районе Джандариса.
По сообщению главы департамента здравоохранения региона Африн Анджелы Ришо, с начала турецкой операции за девять дней погибли 89 человек, 198 получили ранения. По её словам, большинство погибших — женщины и дети. Ришо отметила, что они стали жертвами бомбардировок турецкой авиации.
28 января ВВС Турции наносили удары по опорным пунктам курдских отрядов ополчения в районе горы Берсая. При поддержке авиации Сирийская национальная армия (СНА) захватила у курдов эту высоту. Боевые вылеты совершали самолёты F-16 и F-4, вертолёты T-129 и S-70. Всего, по информации источника ВВС Турции, в Африне было совершено более 20 авиационных ударов в районах населённых пунктов Бюльбюль, Раджу, Санканлы, Касталь и других.
СНА предприняла попытку наступления на опорные пункты курдских отрядов в районе возвышенности Касталь Джанду, захватила высоту и взяла под контроль деревни Мерин и Язбакан.
29 января подразделения турецких войск и отряды союзной Сирийской национальной армии (СНА) продолжили антикурдскую операцию, наступая сразу на нескольких направлениях. Турки и их союзники пытались продвинуться в сторону городов Аль-Касталь на севере и Раджу на западе. После того как горный массив Берсайя перешел под контроль турецких подразделений и Сирийской национальной армии (СНА), объединённые силы турок и СНА начали укреплять захваченные позиции, опасаясь возможных контратак со стороны Отрядов народной самообороны (YPG). Ударам турецкой авиации подверглись позиции курдских отрядов неподалеку от аэродрома «Меннах».
Сирийское информагентство сообщило о серьёзных разрушениях инфраструктуры, жилых районов и древних памятников в результате авианалётов ВВС Турции. Как стало известно, ВВС Турции нанесли авиаудары по руинам античного города Кир, воздвигнутого в 300 г. до н. э. в честь персидского царя Кира к северу от современного города Азааз.
Информационный портал Al Masdar News сообщил, что турецкая армия и её союзники начали штурм населённого пункта Раджу на северо-западе кантона Африн. Вертолеты ВВС Турции ударили по укрепрайонам курдских Отрядов народной самообороны (YPG) на северных окраинах города. По сообщениям местных активистов, туркам удалось немного продвинуться, однако ожесточённые бои продолжаются. Одновременно с этим турецкая армия и их союзники предпринимали попытки прорвать оборону курдов в районе населённого пункта Бюльбюль. Бои также разворачивались у населённых пунктов Айн Дакна и Шаала. В ходе противостояния силы YPG потеряли деревню Ушаги.
Правительство Сирии тем временем обратилось за помощью к ЮНЕСКО, призвав оказать давление на Анкару, постоянные бомбардировки которой приводят к уничтожению историко-культурных памятников. Так, был разрушен древний храм Айн-Дара, посвященный богине Иштар и датированный между 10 и 8 вв. до н. э.
Информационное агентство Al Masdar News сообщало о том, что из турецкой провинции Килис были переброшены танки и артиллерийские орудия, чтобы оказать поддержку развивающим наступление отрядам СНА.
30 января бои между курдскими формированиями и объединёнными силами Турции и Сирийской национальной армии (СНА) продолжились. По сообщению турецких СМИ, курды потеряли населённые пункты Халал и Сати Ошаги. Вооружённые столкновения отмечались на подступах к городам Раджу и Джандарис. Была отмечена переброска новой турецкой техники и вооружения к линии фронта. Так, в районе турецкого населённого пункта Хамам, находящегося в приграничной провинции Хатай, было зафиксировано прибытие нескольких танков и около десяти самоходных артиллерийских установок.
Сирийский центр мониторинга соблюдения прав человека (SOHR) опубликовал уточнённые сведения о потерях сторон с начала операции. По данным SOHR, были убиты порядка 85 курдских бойцов и 80 протурецких исламистов Сирийской национальной армии (СНА). Кроме того, погибли как минимум девять турецких солдат.
31 января боестолкновения в районе Африн продолжались в течение всего дня. ВВС Турции нанесли удары по курдским опорным пунктам в окрестностях административного центра района. Авиаудары также были нанесены по объектам Отрядов народной самообороны в районе населённых пунктов Рахманлы, Дикменташ, Раджу и Солаклы.
Сирийская национальная армия (СНА) взяла под свой контроль высоту Шанкаль. Командование ВС Турции заявило, что солдаты турецкой армии заняли населённый пункт Бак Убаси недалеко от города Бюльбюль. По данным источников, протурецкие силы также выбили SDF из поселения Курни.
1 февраля на территории района Африн ВВС Турции продолжали наносить авиаудары по позициям YPG в районе населённых пунктов Кафер-Сафра, Рахманлы, Санканлы, Касталь, Сеннара и Солаклы.
Власти Сирии обратились в ООН с жалобой на действия Турции. В письмах в международную организацию Сирия назвала действия Анкары «оккупацией» и «вооружённой агрессией».
2 февраля ВВС Турции нанесли 12 ударов по объектам Отрядов народной самообороны (YPG), в основном в районах населённых пунктов Сеннара, Бюльбюль, Раджу, Касталь, Горанлы и Арабвиран. Турецкие войска совместно с протурецкими группировками продвинулись на один километр из населённого пункта Телькепрю в сторону Раджу, но были остановлены артиллерийским огнем YPG. Под контроль ВС Турции перешли населённые пункты Карабара, Хараб-Сулук и Али-Баски, а также, при поддержке протурецких вооружённых формирований, — Али-Кар и Захран.
Согласно информации турецких СМИ, за период с начала операции было убито не менее 800 бойцов курдских Отрядов народной самообороны (YPG). Утверждается, что как минимум 20 поселений и несколько ключевых горных вершин перешли под контроль ВС Турции и Сирийской национальной армии (СНА). Агентство Reuters со ссылкой на генштаб ВС Турции сообщило, что курды подбили турецкий танк, в результате чего погибли пять турецких военнослужащих.
По сообщению издания Milliyet, 4 февраля вице-премьер Турции Бекир Боздаг заявил, что турецкие военные в Сирии намерены уничтожать всех, кто носит военную форму курдских Отрядов народной самообороны (YPG), в том числе военнослужащих США. По его словам, если эти отряды в ближайшее время не уйдут из Манбиджа, то армия Турции войдёт в этот город, а также продолжит продвигаться на восток к Евфрату. Боздаг подтвердил данные генштаба ВС Турции, который сообщил о ликвидации 932 «террористов» с начала военной операции «Оливковая ветвь».
5 февраля ВВС Турции нанесли ряд ударов по опорным пунктам курдов в окрестностях административного центра района Африн. Под прикрытием авиации турецкая армия захватила населённый пункт Сурки. Перестрелки между Сирийской национальной армией (СНА) и курдскими отрядами ополчения были зафиксированы в районе населённых пунктов Баджа и Шаран. В конце дня стало известно, что СНА взяла под свой контроль высоту Сарыкая и деревню Дикмет Таш, расположенные недалеко от Африна.
Согласно сообщениям агентства новостей Al Manar News, сирийские правительственные силы 6 февраля развернули комплексы ПВО в районе границы между провинциями Идлиб и Алеппо.
Объединённые силы исламистов и ВС Турции, осуществив перегруппировку, продолжили развивать наступление. Под их контроль перешла высота «1027» на северо-западе кантона Африн. Согласно информации новостного агентства Al Masdar News, силы Отрядов народной самообороны (YPG) нанесли удары по опорным пунктам Сирийской национальной армии (СНА) в северной части кантона Африн. Курдские СМИ заявляют, что в результате контрнаступления курдам удалось восстановить контроль над населённым пунктом Хадж Билял. Кроме того, боевики СНА лишились нескольких стратегических позиций у городов Раджу и Бюльбюль, вокруг которых разворачивались ожесточённые бои на протяжении всей предыдущей недели.
Информагентство Al Masdar News опубликовало фотографии храма Айн-Дара, разрушенного около двух недель назад авиаударами турецких военных самолётов в Африне. Айн-Дара, построенный между 10 и 8 вв. до н. э., являлся одной из главных исторических достопримечательностей Сирии.
7 февраля на территории кантона Африн продолжились боевые действия, в том числе за населённый пункт Шейх-Хоруз, который в течение дня переходил из рук в руки. Согласно информации новостного портала Al Masdar News, разворачивались бои и у города Бюльбюль, в результате которых Сирийская национальная армия понесла большие потери — по заявлению турецких СМИ, благодаря тому, что курды применили химическое оружие (снаряды с хлором).
Как сообщило турецкое издание Daily Sabah, в составе колонны курдских сил, которая ранее прибыла в Африн, находились отряды так называемых «Внутренних сил безопасности Ракки» (RIFS). Коалиция, возглавляемая США, подготавливала ополченцев «сил безопасности» для патрулирования Ракки после её освобождения от «Исламского государства».
8 февраля в кантоне Африн активные боевые действия были зафиксированы в окрестностях населённого пункта Бюльбюль. Турецкая армия провела артиллерийский обстрел опорных пунктов курдов в районе населённого пункта Раджу.
9 февраля Сирийский центр мониторинга за соблюдением прав человека (SOHR) сообщал, что в окрестностях города Мари, расположенного недалеко от Африна, отмечались интенсивные перестрелки между курдскими отрядами ополчения и Сирийской национальной армией. В течение дня СНА захватила у курдов несколько поселений в этой части региона.
10 февраля президент Турции Реджеп Эрдоган заявил, что в провинции Хатай при выполнении задания в рамках операции «Оливковая ветвь» упал вертолёт ВВС Турции Т-129. Позднее премьер-министр Турции Бинали Йылдырым сообщил, что в результате аварии оба находившихся в вертолёте военных погибли. Генштаб ВС Турции сообщил, что причиной крушения стала техническая неисправность.
11 февраля столкновения отмечались в районе населённого пункта Раджу, подконтрольного курдам, и у города Шейх Хоруз, захваченного протурецкими исламистами. Под контроль СНА перешёл населённый пункт Дейр Балут. Поддержку боевикам оказывали ВВС Турции, осуществлявшие боевые вылеты в районе аэродрома «Меннах». Турецкие СМИ заявляли, что за время кампании «Оливковая ветвь» курды потеряли 1141 бойца.
Ранее генштаб ВС Турции заявлял, что 10 февраля погибло 11 турецких военнослужащих. Всего с начала операции в Африне потери турецкой армии, по данным генштаба, составили 30 человек убитыми и более 70 ранеными.
ВВС Турции нанесли более 20 авиаударов по позициям курдских вооружённых формирований в Африне. Основными районами действий турецкой авиации стали районы населённых пунктов Касталь, Санканлы, Кафер-Сафра, Джальма, Арчели, Катма, Атма, Искан и других.
Турецкие войска совместно с отрядами СНА предпринимали попытки прорвать оборону курдских сил в северо-западной части Африна. Столкновения фиксировались у населённых пунктов Бюльбюль и Раджу, однако серьёзно продвинуться силам союзников не удалось. Тем не менее во второй половине дня протурецкие исламисты отбили у курдских подразделений населённые пункты Тададиль, Саар Наджка и Арабвиран, а также несколько соседних высот.
Турция перебросила в регион дополнительные войска. Согласно информации телеканала HalabTodayTV, подкрепление прошло через пограничный КПП «Кафр Лясин» в Идлибе и направилось к городу Дарат Изза. Также стало известно, что порядка 500 боевиков бригады СНА «Султан Мурад», прошедших обучение у турецких военных, также присоединятся к наступлению против курдов.
12 февраля Сирийская национальная армия (СНА) и турецкие войска вели позиционные бои против курдских вооружённых формирований в районе населённых пунктов Раджу, Бюльбюль и Джандарис. Сирийская национальная армия захватила населённый пункт Аль-Мухаммадия и высоту Теллят аль-Амара.
Боевики «Файлак аш-Шам», выступающей на стороне Турции, захватили населённый пункт Дейр-Баллут. ВВС Турции и турецкие артиллерийские подразделения продолжали наносить удары по позициям курдских вооружённых формирований в районах населённых пунктов Басуфан, Джандарис, Бюльбюль, Раджу и Африн.
13 февраля ВВС Турции продолжали обеспечивать продвижение сухопутных подразделений в кантоне Африн. Турецкая авиация нанесла около 10 авиаударов по позициям курдских вооружённых формирований в районах населённых пунктов Раджу, Санканлы, Джандарис, Азааз и других. ВС Турции и подконтрольные Анкаре группировки продолжали наступление в направлении города Джандарис. Сирийская национальная армия (СНА) захватила у курдов поселение Аджиле, расположенное недалеко от Африна.
Информационное агентство Haber Turk передало, ссылаясь на источник в командовании ВС Турции, что с начала кампании турецкой армии было убито 1439 курдских бойцов.
К 14 февраля за время военной операции Сирийской национальной армии (СНА) и турецких сил на северо-западе Алеппо курдские подразделения потеряли не менее 10 процентов территории кантона Африн. Турецкие военные самолёты в течение всего дня не прекращали наносить авиаудары по позициям курдских Отрядов народной самообороны (YPG). Целями турецкой авиации стали районы населённых пунктов Рахманлы, Санканлы, Джальма, Джандарис, Азааз и других.
Агентство новостей Al Masdar News передало, что в район населённого пункта Джандарис на юго-западе Африна были переброшены дополнительные подразделения турецких войск. Под контролем Сирийской национальной армии (СНА) находится уже большая часть окрестностей города. Джандарис является одним из крупнейших населённых пунктов в кантоне Африн. Тем временем исламисты немного продвинулись в районе населённого пункта Раджу. Сообщалось, что здесь на стороне СНА выступили группировки «Файлак аш-Шам» и «Джейш Усуд аш-Шаркия», благодаря чему СНА удалось захватить деревню Куда Куви.
15 февраля бои продолжились. Столкновения отмечались на севере кантона Африн в районе города Бюльбюль. Как передавал телеканал Halab Today TV, под контроль протурецких отрядов перешли населённые пункты Дурга и Дуракли. Позднее отряды СНА также захватили деревни Шарбанлы, Джукалы Тахтани, Хараб Сулук и Кары и ряд соседних высот. На стороне СНА также выступили исламисты антиправительственного формирования «Джейш Аль-Наср».
Боевики Сирийской национальной армии вели артиллерийский обстрел курдских позиций в районе Шаугрет-эль-Арз и окрестностей населённых пунктов Азааз и Тельтана. В районе населённого пункта Раджу курды лишились противотанкового ракетного комплекса. ВВС Турции продолжали проводить воздушные атаки курдских укрепрайонов. Под ударами турецких военных самолётов оказались курдские позиции недалеко от населённых пунктов Шейх Хадид и Джандарис.
Между тем турецкие инженерные подразделения начали обезвреживание мин и СВУ, заложенных курдскими бойцами в районе горной гряды Берсайя, отбитой у курдских отрядов в конце января.
16 февраля стало известно о существенном сдвиге в отношениях между сирийскими властями и курдами: по сообщению ливанского телеканала Al-Mayadeen, сирийское правительство и курды договорились о том, что в ближайшее время на территорию Африна для «отражения нападения Турции» будут введены сирийские войска. 18 февраля эту информацию подтвердили в Дамаске.
Тем временем, поддерживая продвижение сухопутных подразделений, ВВС Турции атаковали позиции Отрядов народной самообороны в районе населённых пунктов Санканлы, Сеннара, Рахманлы, Раджу, Солаклы, Атма, Касталь и Чакаллы-Тахтани. Отряды Сирийской национальной армии выбили курдские вооруженные формирования из населённых пунктов Шадианлы и Керри.
18 февраля протурецкие радикалы взяли под контроль несколько стратегических позиций в районе городов Раджу и Бюльбюль, а также захватили населённые пункты Аль-Мухаммадия и Дарвиш Убаси. Вследствие этого курдские формирования потеряли уже более 15 процентов территории Африна.
19 февраля турецкая коалиция продолжала методично теснить курдов, занимая всё новые территории анклава Африн и наращивая свою военную мощь за счёт новых колонн бронетехники. Боевики исламистских вооружённых формирований при поддержке турецких САУ и танков смогли отбить у курдских сил самообороны YPG довольно большой район на северном участке фронта. В течение дня исламисты заняли несколько приграничных селений и территорию памятника античной эпохи — развалины города Кир (сирийский). На западном участке фронта боевики группировки «Аль-Хамза» при поддержке турецкого спецназа приблизились вплотную к городу и станции Раджу. Утром 19 февраля они взяли господствующую над ним высоту и начали обстрел самого населённого пункта. Одновременно обстрелам подверглись позиции курдов от Раджу до самого Африна. На юго-западе продолжала усугубляться ситуация в районе города Джандарис, южнее которого исламисты продвигаются вглубь курдской территории
Как сообщалось 20 февраля, командование САА выставило курдам в Африне условия, которые им необходимо выполнить для того, чтобы САА взяла регион под свой контроль:
- передача всех правительственных зданий, полицейских участков, больниц, школ в ведение центрального правительства;
- передача САА полусотни военных объектов, которые используют YPG-SDF;
- сдача тяжелого и среднего оружия вместе со складами;
- запрет на ношение лёгкого оружия, в том числе курдской милицией;
- призыв на военную службу в САА[86].

20 февраля официальные сирийские СМИ сообщили о вводе ополченцев из состава Национальных сил обороны в город Африн, центр одноимённого района. Однако через несколько часов под ударами турецкой артиллерии и беспилотников один из отрядов сирийских ополченцев был вынужден отступить. По заявлению пресс-службы Отрядов народной самообороны (YPG), переброшенных подкреплений пока не хватает для отражения турецкого наступления. Командование курдских формирований настаивает на вводе в регион полноценных армейских частей.
22 февраля курдские Отряды народной самообороны начали передачу правительственным силам Сирии подконтрольных им районов города Алеппо. Выводимые курдские отряды направляются в Африн. После завершения их вывода здесь вновь начнут свою работу государственные институты Сирии. Над блокпостом Аз-Зияра на границе кантона Африн вместо флага «Асайиш» (курдская служба безопасности) был поднят флаг Сирийской Арабской Республики. Полагают, что договорённости о передаче курдских районов под контроль САР связаны с договорённостями о входе сирийских войск в пока ещё подконтрольные курдским формированиям территории кантона Африн.
Тогда же стало известно, что курды передали в управление сирийских властей несколько населённых пунктов в кантоне Африн. Поселения Бустан Баша, Аль-Халк, Байден, Аль-Хайдария и Айн Аль-Абьяд перешли под контроль Сирийской арабской армии (САА). Позднее части правительственных сил также вошли на территорию северного квартала Алеппо Шейх Максуд, который прежде занимали курды, а также в город Телль-Рифъат. Отмечалось, что курды намереваются таким образом обезопасить населённые пункты от вторжения объединённых сил Турции и Сирийской национальной армии (СНА). Между тем силы СНА при поддержке ВВС Турции продолжили продвигаться на северо-западе провинции и захватили населённые пункты Куркан Тахтани, Рахманли, Куркан Фаукани Аль-Касталь и Али Джару.
23 февраля генеральный штаб ВС Турции сообщил, что с начала операции «Оливковая ветвь» были нейтрализованы 1873 члена курдских формирований и ИГ. Ранее сообщалось, что ВС Турции с начала операции в Африне потеряли 32 человека, пострадали около 150 человек.
За месяц с начала военной операции «Оливковая ветвь» Сирийская национальная армия (СНА) при поддержке ВС Турции заняла практически все территории на сирийско-турецкой границе, создав буферную зону. В результате последних боестолкновений с курдами союзникам Турции удалось захватить деревню Бафлур, расположенную недалеко от крупного города Джандарис. 23 февраля турецкая боевая авиация наносила удары по военной инфраструктуре и местам скопления курдских бойцов Отрядов народной самообороны (YPG) в кантоне Африн. Вооружённые силы Турции ударили по колонне транспортных средств, в составе которой также находились грузовики с гуманитарной помощью для жителей Африна. Инцидент произошел у перевала Зияра. При обстреле пострадали несколько гражданских лиц, сопровождавших конвой.
Как сообщил 25 февраля телеканал HABERTÜRK, Турция завершила первый из четырёх этапов операции «Оливковая ветвь». По его данным, турецкие войска, вошедшие на территорию Сирии из турецких провинций Хатай и Килис, объединились и сформировали линию в виде полумесяца вокруг Африна.
26 февраля в кантоне Африн в результате продолжившихся боёв курды потеряли населённый пункт Карманлук. СМИ, подконтрольные курдам, заявляли, что гражданское население массово покидает район населенного пункта Джандарис вследствие постоянных ударов СНА и ВВС Турции. Поступала информация о том, что к протурецким оппозиционным формированиям присоединятся члены бригады СНА «Аль-Хамза», сформированной преимущественно из этнических курдов, которые проживают в районе города Азааз. Новобранцы прошли обучение и готовы присоединиться к борьбе против Отрядов народной самообороны (YPG) и Рабочей партии Курдистана (РПК) в Африне.
В ходе последних столкновений под полный контроль Анкары перешли поселения Шейх Муххамеди, Самалик, Кванда и Мейдан Икбез на северо-западе кантона, а также Амаранлы — на северо-востоке. СНА и турецкие войска заняли все пограничные районы и тем самым не оставили отрядам YPG выхода к территории Турции. Командование Сирийской национальной армии (СНА) передислоцировало несколько сотен боевиков к поселению Арчели, расположенному в окрестностях города Джандарис на юго-западе кантона Африн.
28 февраля боевики Сирийской национальной армии (СНА) отбили у бойцов курдского ополчения населенные пункты Анкала и Синара. ВВС Турции продолжали осуществлять авиационную поддержку сухопутной группировки турецких войск и их союзников в боевых действиях против курдских вооруженных формирований в Африне, нанося авиаудары по районам населенных пунктов Раджу, Солаклы, Касталь, Шейх-эль-Хадид, Джальма, Джандарис и Бафлиун.
2 марта под контроль протурецких сил перешли населённые пункты Мамали Тахтани, Мамали Фаукани Мескенли и Утманлы, а также холмы Биляль Кую. Как передают зарубежные СМИ, утром турецкие войска и оппозиция Сирии приступили к зачистке городов, расположенных около Африна. Речь идет о Раджу и Джандарисе. Эти два города являются стратегическими для успеха «Оливковой ветви». Раджу и Джандарис расположены на главных путях, которые ведут в Африн.
6 марта заместитель премьер-министра Турции Бекир Боздаг заявил, что турецкие военные контролируют почти половину территории сирийского Африна — 702 из 1920 кв. км, на которых расположены 142 населённых пункта.
В ходе наступления в рамках операции «Оливковая ветвь» под контроль наступающих перешли населенные пункты Алисия, Балурсак, Харабат Шаранли, Таль Хама и Ширкан, а также ряд стратегических высот. Согласно заявлению генштаба ВС Турции, турецкая армия в ходе военной операции «Оливковая ветвь» уничтожила 2940 членов PYD, YPG и группировки «Исламское государство». По официальной информации, турецкие военные с начала операции потеряли убитыми 42 человека.
6 марта несколько группировок «Сирийских демократических сил» заявили о переброске части своих сил с территорий восточнее реки Евфрат (провинции Ракка и Дейр-эз-Зор) в Африн. Это было воспринято как приостановка войны с ИГ на юго-востоке провинции Дейр-эз-Зор, которую СДС ведут при поддержке международной коалиции.
13 марта турецкая армия полностью окружила Африн. На завершающем этапе штурма город подвергался интенсивным артобстрелам и авиаударам, жертвами которых стали десятки мирных жителей. Прекращение водоснабжения, поставок продовольствия и медикаментов вызвало в Африне гуманитарную катастрофу.
18 марта президент Турции Реджеп Тайип Эрдоган объявил о взятии города Африна отрядами «Сирийской национальной армии» (СНА) при поддержке турецких военных. Боевики СНА вошли в город почти без боя после того, как курдские вооружённые формирования вывели свои силы.
По заявлению Генштаба ВС Турции, с начала операции погибли 46 турецких военных, 225 получили ранения, были нейтрализованы 3603 члена террористических организаций. По данным Управления верховного комиссара ООН по гуманитарным вопросам, район города вследствие эскалации боёв покинули более 100 тыс. гражданских лиц.
24 марта Генштаб Турции заявил о том, что район Африн полностью очищен от членов группировок YPG/PKK.

## Внешняя реакция
Военная операция Турции вызвала критику со стороны других государств. Представитель МИД Ирана Бахрам Гасеми призвал к незамедлительному прекращению турецкой операции. В МИД Египта действия турецкой армии охарактеризовали как «подрыв усилий в рамках существующих политических решений и усилий по борьбе с терроризмом в Сирии». Глава французского МИДа Жан-Ив Ле Дриан потребовал прекращения огня и созыва экстренного заседания Совбеза ООН. Заседание, состоявшееся вечером 22 января, завершилось устным призывом к Турции «проявлять сдержанность».
В заявлении МИД России было сказано, что Россия «придерживается последовательной позиции по поиску развязок в Сирии, которая основывается на сохранении территориальной целостности, уважении суверенитета этой страны и поиске долгосрочного политического урегулирования». В Минобороны России вину за происходящее возложили на США, заявив, что развитию кризиса на северо-западе Сирии способствовали действия США, «направленные на обособление районов с преимущественно курдским населением». По оценкам министерства, Турция негативно восприняла заявления США о создании в приграничных с Турцией районах Сирии неких «пограничных сил». «Бесконтрольные поставки Пентагоном современного вооружения проамериканским формированиям на севере Сирии, в том числе, по имеющимся данным, ПЗРК, способствовали быстрой эскалации напряженности в регионе и привели к проведению турецкими войсками специальной операции», — подчеркнули в ведомстве, добавив, что действия США ведут к срыву процесса мирного урегулирования в Сирии.
Госдепартамент США выразил «озабоченность» в связи с действиями Сирии, а также призвал все стороны конфликта проявить сдержанность и не забывать о главной цели — победе над ИГ.
23 января госсекретарь США Рекс Тиллерсон в рамках встречи в Париже, посвящённой борьбе с незаконным применением химического оружия в Сирии, предложил Турции создать на севере Сирии 30-километровую зону безопасности, чтобы избежать столкновения турецких и американских военных. 24 января президент США Дональд Трамп провёл телефонный разговор с президентом Турции Реджепом Эрдоганом. Трамп, согласно пресс-релизу Белого дома, выразил обеспокоенность событиями в Африне, поскольку обострившаяся ситуация «может помешать достижению наших общих целей в Сирии». По словам министра иностранных дел Турции Мевлюта Чавушоглу, в ходе разговора Эрдоган потребовал у Трампа отвести войска от сирийского Манбиджа, потому что Турция планирует расширить свою операцию за пределы Африна. Чавушоглу также прокомментировал предложение США о создании зоны безопасности на сирийско-турецкой границе: по словам турецкого министра, прежде чем обсуждать эту тему, необходимо восстановить доверие между двумя странами: «Я заявил ему, что вооруженная поддержка YPG со стороны США должна быть прекращена».
В ночь на 27 января пресс-секретарь президента Турции Ибрагим Калын провёл телефонный разговор с советником президента США по национальной безопасности Гербертом Макмастером, в ходе которого последний подтвердил, что Вашингтон прекратил поставки вооружения курдской партии «Демократический союз» (PYD) и Отрядам курдской самообороны (YPG).
США фактически признали право Турции «защищать себя от терроризма» на территории Африна, хотя отряды YPG являются союзниками американцев и составляют основу «Сирийских демократических сил», вооружённых и финансируемых США. В итоге американцы запретили бойцам других отрядов YPG, в особенности с территорий, которые совместно контролируются американцами и курдами (Эль-Камышлы, частично Эль-Хасеке, Манбидж, Ракка и др.), идти на помощь афринским курдам.

### Позиция России
22 января президент Турции Реджеп Тайип Эрдоган, выступая в Анкаре, заявил, что Турция достигла «соглашения» с Россией о проведении «антитеррористической операции» против курдов в сирийском Африне. Пресс-секретарь российского президента Дмитрий Песков 22 января говорил журналистам, что Москва внимательно наблюдает за ходом операции и находится в контакте с сирийским и турецким руководством. Он, однако, отказался комментировать слова Эрдогана о наличии соглашения между Москвой и Анкарой. СМИ, однако, отмечают, что в конце недели, предшествовавшей турецкой операции, Москву посетили начальник генштаба ВС Турции Хулуси Акар и директор национальной разведки Хакан Фидан, которые провели переговоры с министром обороны Сергеем Шойгу и начальником Генштаба Валерием Герасимовым.
23 января президент Турции Реджеп Тайип Эрдоган провёл телефонный разговор с президентом Владимиром Путиным. Стороны обсудили последние события в Сирии, в том числе операцию «Оливковая ветвь». По данным турецких правительственных источников, Эрдоган подчеркнул, что операция направлена на «освобождение Африна от террористических организаций» — курдской партии «Демократический союз» (PYD), YPG и «Исламского государства» (Россия в отличие от Турции не признает PYD и YPG террористическими организациями). По мнению Эрдогана, операция, имеющая целью обеспечение безопасности Турции, также будет способствовать политическому единству и территориальной целостности Сирии. Стороны отметили важность «продолжения активной совместной работы по разрешению кризиса, которая должна основываться на принципах сохранения территориальной целостности и уважения суверенитета Сирии», говорится в сообщении пресс-службы Кремля.
Широко распространено мнение, что российское руководство пошло на уступки Турции в вопросе о проведении военной операции против курдов, поскольку Турция своим влиянием на подконтрольные ей формирования среди умеренной сирийской оппозиции фактически позволила Асаду организовать в декабре — январе полномасштабное наступление против боевиков оппозиции и отрядов экстремистов из бывшего «Фронта ан-Нусра» на территории «Большого Идлиба» и значительно расширить контролируемые правительством территории в провинциях Идлиб, Хама и Алеппо. Турция удерживала подконтрольные ей группировки от полноценного участия в боях, в результате чего сирийская армия смогла вернуть под свой контроль город и военный аэродром Абу-Духур и взять в кольцо мощную антиправительственную группировку на стыке границ трёх провинций (см. Хронология гражданской войны в Сирии#Январь 2018). Говорилось также и о том, что в обмен на согласие передать Африн подконтрольным Турции формированиям Россия рассчитывала на дополнительные встречные шаги — например, на широкое участие протурецких оппозиционных группировок в Конгрессе сирийского национального диалога в Сочи.
Представители сирийских курдов заявляли в конце января, что Россия предлагала им передать контроль за Африном сирийским правительственным силам в обмен на предотвращение турецкого вооружённого вмешательства. По словам советника руководства партии «Демократический союз» Сиханока Дибо, курдов это не устроило, поскольку это «никак не способствует решению сирийского конфликта». С учётом сложившейся ситуации курдская партия «Демократический союз» заявила, что отказывается участвовать в Конгрессе сирийского национального диалога в Сочи и не намерена выполнять никакие договорённости, которые там будут достигнуты. В любом случае, Турция выступала против участия курдов из «Демократического союза» в сочинском форуме, хотя, как сообщил 22 января министр иностранных дел России Сергей Лавров, на встречу в Сочи пригласили всех основных региональных и международных игроков.
31 января официальный представитель МИД РФ Мария Захарова заявила на брифинге, что ситуация на севере Сирии вызывает серьёзную озабоченность и Россия призывает стороны к сдержанности. «По поступающей информации, за 10 дней боевых действий число погибших уже достигло нескольких сот человек, в том числе среди них мирные граждане», — сказала она. Захарова напомнила, что, согласно заявлениям турецких властей, военная операция в Африне на севере Сирии проводится в соответствии с зафиксированным в уставе ООН правом государства на самооборону и направлена на ликвидацию террористических формирований.

## Послевоенное обустройство Африна
18 марта в одной из гостиниц города Газиантеп на юге Турции состоялось собрание представителей Африна, на котором были выбраны члены городского совета и обсуждены вопросы обеспечения безопасности. В собрании, которое проходило в закрытом режиме и без присутствия СМИ, приняло участие 100 делегатов от различных этнических групп и религиозных меньшинств (в том числе арабы, курды, езиды, алавиты и христиане).
Организатор собрания, глава общества независимых сирийских курдов Абдулазиз Таммо (находится в оппозиции к сирийским властям, но при этом выступает против засилия Рабочей партии Курдистана и отрядов YPG) сообщил The New York Times, что безопасность границ района будет обеспечиваться турецкими ВС и боевиками СНА, а вопросами внутренней безопасности будет заниматься местная полиция. Городской совет формирует специальные органы для восстановления населённых пунктов, пострадавших во время военных действий. Было принято решение об отмене обязательной военной службы в Африне.

## Оценки экспертов
По мнению экспертов, операция «Оливковая ветвь» имела целью демонстрацию готовности Турции к решительным, военным действиям против курдских сил, аффилированных с Рабочей партией Курдистана. При этом Турция не планирует аннексировать контролируемые территории на севере Сирии во избежание негативной реакции всего арабского мира. Эти территории могут быть использованы в качестве предмета торга с целью получения выгодных условий для работы в послевоенной Сирии, расширения и укрепления сферы влияния в Сирии, усиления роли Турции в реконструкции сирийской государственности. Речь, в частности, может идти о создании на прилегающих к границе сирийских территориях режима трансграничной «турецкой протекции», не подразумевающей пересмотра государственных границ.